# Sieben Diakone
Die Sieben Diakone Nikanor, Stephanus, Philippus, Prochorus, Timon, Parmenas und Nikolaus waren ein von den Aposteln bestimmtes Gremium, das bestimmte Leitungsaufgaben in der Jerusalemer Urgemeinde übernahm. Über sie wird in der Apostelgeschichte (Apg 6,1–7 ), aber auch in späteren Traditionen berichtet. Sie werden als Teil der Siebzig Jünger gesehen.
Alle sieben Diakone – so werden sie allerdings in der Apostelgeschichte noch nicht genannt, sondern erst in den Briefen des Apostels Paulus – tragen griechische Namen und sind Hellenisten, was sie von den aramäisch sprechenden Hebräern der Urgemeinde unterscheidet. Ihre Aufgabe war der Dienst beim gemeinsamen Mahl der Gemeinde und die Versorgung der Witwen, während die geistliche Leitung der Gemeinde weiterhin den zwölf Aposteln unter Führung von Petrus vorbehalten blieb. Die Sieben Diakone amtierten bis zur Flucht der Urgemeinde aus Jerusalem zu Beginn des Jüdischen Krieges im Jahre 66.
In der Apostelgeschichte wird hauptsächlich auf Stephanus und Philippus eingegangen. Stephanus wurde zum ersten Märtyrer der christlichen Gemeinde, nachdem ihn der Hohe Rat zur Steinigung verurteilt hatte. Saulus von Tarsus, der spätere Apostel Paulus, überwachte die Steinigung – vermutlich im Auftrag des Rates. Philippus missionierte in der Gegend von Samaria, wo er Simon Magus bekehrte. Prochorus war der Überlieferung zufolge ein Neffe des Stephanus und ein Begleiter des Evangelisten Johannes, der ihn zum Bischof von Nikomedia in Bithynien machte. Timon gilt als hellenisierter Jude, der in Griechenland oder im syrischen Bosra Bischof wurde. Nikolaos hatte bei vielen frühen Kirchengeschichtsschreibern keinen guten Ruf; so sieht Irenäus von Lyon in ihm den Stammvater der gnostischen Sekte der Nikolaiten, deren Bezeichnung sich von ihm ableiten soll.